# 御泰中彩控股
御泰中彩控股有限公司，簡稱御泰中彩控股，以及御泰中彩（英語：REXLot Holdings Limited，港交所除牌前：555），在2002年11月20日，從萬信集團有限公司更名而來，前身為「御泰金融控股有限公司」，現時業務從事為中國彩票市場提供系統、機器及相關服務的業務，以及中國彩票配送。
該公司總部位於香港銅鑼灣告士打道255-257號信和廣場26樓2601室。現時主席為陳孝聰。而主要地區是位於廣東珠三角一帶地區博彩範圍。而曾經營證券業務已終止。

## 历史
御泰中彩控股的前身是「御泰金融控股有限公司」（英語：REXCAPITAL Financial Holdings Limited，簡稱「御泰金融控股」或「御泰金融」），在2002年11月22日，從萬信集團有限公司更名而來，當時經營證券、貸款等業務。當時大股東為杜樹聲，以及陳孝聰。
由於證券、投資買賣及控股、貸款長期成本增加，故此為開拓更名資源，公司進行收購中國相關博彩業務，故在2009年1月30日，更名為「御泰中彩控股有限公司」至今，而原來金融業務已在2010年終止。
2015年6月，沽空機構匿名分析(Anonymous Analytics)指御泰中彩的收入和盈利遠低於實際水平。御泰中彩同日申請停牌，停牌前股價下跌9.28%。。

## 連結
- REXLot.com.hk （页面存档备份，存于）